# ガミー・ベアの冒険
ディズニー劇場ガミー・ベアの冒険（ディズニーげきじょう ガミーベアのぼうけん、　原題：Adventures of the Gummi Bears)は、アメリカのテレビアニメ。ウォルト・ディズニー・ピクチャーズ制作。1985年9月14日から1988年12月17日までNBCで放送され、1989年9月9日以降からはABCにて放送。その後、最終シーズンとなるシーズン6が番組販売形式で放送され全65話で放送を終了した。また、本ページでは歌・声優についてはテレビ朝日版を中心に記述する。

## 日本での放送・配信
日本では1987年4月9日から9月17日まで朝日放送制作・テレビ朝日系列にて毎週木曜19:30 - 20:00に21話まで放送された。この番組終了後、同年10月から『ニュースシャトル』のスタートに伴い、朝日放送制作のアニメ枠は水曜18:50 - 19:20へ移動し、『グリム名作劇場』がスタートした。
22話以降はWOWOWにて1994年から放送された。ディズニー・チャンネルでも放送された。2021年10月27日からは動画配信サービスのDisney+にてシーズン1から6まで見放題作品として配信された。
なお、広島ホームテレビでは時折プロ野球・広島東洋カープ主催ゲームの中継に差し替えることがあり、当該回については平日夕方の帯再放送枠で遅れネットされた。

## 登場人物

### ガミー・ベアたち
この7名は家族同等の共同生活を過ごすが、血縁関係は各々皆無と推定される。女性はグラミーとサニーの2名のみ。
以下、年輩と目される上位順。
ザミー（Zummi Gummi）
声 - ポール・ウィンチェル（第5シーズンまで）→ジム・カミングス / 上田敏也
長老格。魔法使いでもある。
グラフィー（Gruffi Gummi）
声 - ビル・スコット（第1シーズン）→コーリー・バートン / 石井敏郎（22話以降：広瀬正志）
「一家の大黒柱」的役割。
グラミー（Grammi Gummi）
声 - ジューン・フォーレイ / 吉田理保子
母親的存在。普段の服装は看護婦に近い。
ガスト（Gusto Gummi）
声 - ロブ・ポールセン / 江原正士
本名はオーガスタス。アーティという鳥を連れている。21話にて無人島生活から解放され、仲間に加わる。
タミー（Tummi Gummi）
声 - ロレンツォ・ミュージック / 兼本新吾（22話以降：茶風林）
子どものガミーベアたちの間では最年長だが、言動にやや抜けたところがある。
サニー（Sunni Gummi）
声 - ケイティ・リー / 土井美加
カビーのお姉さん的存在。金髪と考えられる毛色。
カビー（Cubbi Gummi）
声 - ノエル・ノース / 山本圭子
ピンクのガミー・ベア。

### その他
ケビン（Cavin）
声 - クリスチャン・ジェイコブス（第1シーズン）→ブレット・ジョンソン（第2シーズン）→デヴィッド・フアウティーノ（第3シーズン）→ジェイソン・マースデン（第5シーズンまで）→RJ・ウィリアムズ / 頓宮恭子
立派な騎士になることを目標にしている少年。ガミー・ベア達と友好関係にある、数少ない人間。カビーから特に懐かれている。
グレゴール王
声 - マイケル・ライ / 宮内幸平
カーラ王女
声 - ノエル・ノース / 潘恵子（22話以降：井上喜久子）
ケビンを通し、ガミー達と交流する。同性のサニーと特に仲が良い。かなりのおてんば。
タックス・フォード卿
声 - ビル・スコット（第1シーズン）→ロジャー・C・カーメル（第2シーズン）→ブライアン・カミングス / 藤城裕士
ヴィクター・イグソーン卿（Sir Victor Igthorn）
声 - ウイリアム・キャロウェイ
イグソーン大公（後述）の弟だが、兄と正反対の立場にある騎士。
アーティ（Artie Deco）
声 - ジーマン・メイゴン→ブライアン・カミングス
ガストの相棒の鳥。
マリー王女（Princess Marie）
声 - キャス・スーシー / ?
ソーンベリー
声 - ウォルカー・エドミントン / 青野武
ウルサリアに住む騎士。

### 悪役
シグモンド・イグソーン大公（Duke Sigmund Igthorn）
声 - マイケル・ライ / 加藤精三（22話以降：池田勝）
ヴィクター・イグソーン卿の兄。複数のオーグを手下として連れてきているが、そのオーグたちはあまり賢くない。
トーディ（Toadie）
声 - ビル・スコット（第1シーズン）→コーリー・バートン / 江原正士
イグソーン大公の側近を務めるオーグ。
レディ・ベイン（Lady Bane）
声 - トレス・マクニール

## ガミー・ベア（Gummi Bear）とは
本作の基本設定において、ガミー・ベア（Gummi Bear）とはガミー峡谷に住むクマたちのことを指す。
アメリカにおいて、普通名詞としての「ガミーベア」の語は、「クマの形をしたグミキャンディ」のことである。これはどこの地方でも安価で手に入る、ごく一般的な菓子である、という認識に等しい。
本作品において、原語のセリフや歌詞の中で明確に「ガミー」と発音されているにも拘らず、それに対応する綴りが"Gummy"では無い理由はここにある。そして、「弾力性」「ベリー味が代表的」あるいは「元気が増幅する位に、高い栄養価が期待できる」といった菓子の特性・イメージが、本作の基本設定に織り込まれている。

## スタッフ
- ストーリー・エディター - ジーマン・メイゴン
- アニメーション制作 - 東京ムービー新社（S1 - S4）、ウォルト・ディズニー・アニメーション・ジャパン（S5 - S6[1]）、ウォルト・ディズニー・アニメーション・オーストラリア（オーストラリア、S6）、ギマラエスプロダクション（ブラジル、S6「Friar Tum」のみ）
- 製作 - ウォルト・ディズニー・ピクチャーズ

### 日本語版スタッフ
テレビ朝日版
- プロデューサー：鍋島進二
- 演出：田島荘三
- 調製：杉原日出弥
- 台本：トランスグローバル
- 制作：朝日放送、トランスグローバル

WOWOW版（Disney+での表記）
- 翻訳：佐藤恵子、杉田智子、野口尊子
- 演出：木村恵理子、向山宏志、高橋剛
- 制作：東北新社

## 主題歌
オープニングテーマ - 『いくぞガミー・ベア』
作曲・作詞 - トム・ケース、スティブ・ルッカー / 訳詞 - 北川幸比呂 / 歌 - 水木一郎
エンディングテーマ - 『ガミー・ベアの冒険』
歌 - 水木一郎
※ディズニー・チャンネルの放送およびDisney+での配信では、別の歌手によるバージョンが使われている。

## エピソードリスト
| 話数 | サブタイトル                                         | 英語のタイトル                                                | 米国放送日                    | 日本放送日    |
| ---- | ---------------------------------------------------- | ------------------------------------------------------------- | ----------------------------- | ------------- |
| 1    | 大冒険の始まり!                                      | A New Beginning                                               | 1985年9月14日                 | 1987年4月9日  |
| 2    | 石像にされた仲間 / オーグの逆襲                      | The Sinister Sculptor / Zummi Makes it Hot                    | 1985年9月21日                 | 1987年        |
| 3    | やさしいドラゴン / ふしぎな笛                        | Someday, My Prints Will Come / Can I Keep Him?                | 1985年9月28日                 | 1987年        |
| 4    | コンドルの魔宮                                       | A Gummi in a Gilded Cage                                      | 1985年10月5日                 | 1987年        |
| 5    | 神のお告げ / 巨人とお願い石                          | The Oracle / When You Wish Upon a Stone                       | 1985年10月12日                | 1987年        |
| 6    | 魔法の変身帽子                                       | A Gummi by Any Other Name                                     | 1985年10月26日                | 1987年        |
| 7    | 赤ちゃんオオカミ / ガミー対イノシシ                  | Loopy, Go Home / A-Hunting We Will Go                         | 1985年11月2日                 | 1987年        |
| 8    | 怪鳥現る / 石像ガーゴイル                            | The Fence Sitter / Night of the Gargoyle                      | 1985年11月9日                 | 1987年6月11日 |
| 9    | ジュースの秘密                                       | The Secret of the Juice                                       | 1985年11月23日                | 1987年6月18日 |
| 10   | キーワードの呪文 / 魔法合戦                          | Sweet and Sour Gruffi / Duel of the Wizards                   | 1985年11月30日                | 1987年6月25日 |
| 11   | ひつじ飼いの少女 / トーディの追跡                    | What You See is Me / Toadie's Wild Ride                       | 1985年12月7日                 | 1987年7月2日  |
| 12   | シャボン玉爆弾 / 眠らせ妖精の謎                      | Bubble Trouble / Gummi in a Strange Land                      | 1985年12月14日                | 1987年7月9日  |
| 13   | ガミーの大反撃                                       | Light Makes Right                                             | 1985年12月21日                | 1987年7月16日 |
| 14   | 生き残ったガミー                                     | Up, Up, and Away                                              | 1986年9月13日                 | 1987年7月23日 |
| 15   | 危険な呪文 / イグソーンの裏切り                      | Faster Than a Speeding Tummi / For a Few Sovereigns More      | 1986年9月20日                 | 1987年7月30日 |
| 16   | 盗賊一味を倒せ / ダンウィン城攻略                    | Over the River and Through the Trolls / You Snooze, You Lose  | 1986年10月4日                 | 1987年8月6日  |
| 17   | 正義の剣士カビー                                     | The Crimson Avenger                                           | 1986年10月18日                | 1987年        |
| 18   | 王様救出作戦 / 巨人になる秘薬                        | A Hard Dazed Knight / Do Unto Ogres                           | 1986年10月18日                | 1987年        |
| 19   | 地底の魔法王国                                       | For Whom the Spell Holds                                      | 1986年10月25日                | 1987年        |
| 20   | まちがえた呪文 / とんだ祭り騒動                      | Little Bears Lost / Guess Who's Gumming to Dinner?            | 1986年11月15日                | 1987年        |
| 21   | 火山島の大冒険                                       | My Gummi Lies Over the Ocean                                  | 1986年11月29日                | 1987年9月17日 |
| 22   | キャンディ・パニック / おかえりなさいイグソーン      | Too Many Cooks / Just a Tad Smarter                           | 1987年9月12日                 | 1994年5月31日 |
| 23   | 入れかわった2人 / 魔女を追い払え!                    | If I Were You / Eye of the Beholder                           | 1987年9月19日                 | 1994年6月1日  |
| 24   | 魔法使いタミー / もらうより与えよう                  | Presto Gummo / A Tree Grows in Dunwyn                         | 1987年9月26日                 | 1994年6月2日  |
| 25   | ガミー・ベリーを守れ                                 | Day of the Beevilweevils                                      | 1987年10月3日                 | 1994年6月3日  |
| 26   | いとしの人魚姫 / グラフィー人形大騒動                | Water Way to Go / Close Encounters of the Gummi Kind          | 1987年10月10日                | 1994年6月6日  |
| 27   | 春はいつ来るの? / 森の中の小さなオバケ達             | Snows Your Old Man / Boggling the Bears                       | 1987年10月31日                | 1994年6月7日  |
| 28   | ガンマドゥーンの騎士                                 | The Knights of Gummadoon                                      | 1987年12月5日                 | 1994年6月8日  |
| 29   | いたずら妖精ギガリン / グラフィーはお母さん          | Mirthy Me / Gummi Dearest                                     | 1987年12月12日                | 1994年6月9日  |
| 30   | ドラゴンから町を救え!                                | The Magnificent Seven Gummies                                 | 1988年9月10日                 | 1994年6月10日 |
| 31   | 不思議なバグパイプ / サニーのドレスは秘密兵器        | Music Hath Charms / Dress for Success                         | 1988年9月17日                 | 1994年6月13日 |
| 32   | ユーレイだ! / グラミーの幼な友達                     | A Knight to Remember / Gummies Just Want to Have Fun          | 1988年9月24日                 | 1994年6月14日 |
| 33   | すばらしき我が家 / 天才画家ガスト                    | There's No Place Like Home / Color Me Gummi                   | 1988年10月1日                 | 1994年6月15日 |
| 34   | 幻のガミー・ベアーを探せ                             | He Who Laughs Last                                            | 1988年10月15日                | 1994年6月16日 |
| 35   | タミーのダイエット大作戦 / 正義の剣士 にせもの現わる | Tummi's Last Stand / The Crimson Avenger Strikes Again        | 1988年10月29日                | 1994年6月17日 |
| 36   | 悪魔の赤ちゃん / 憧れのヒーロー                      | Ogre Baby Boom / The White Knight                             | 1988年11月12日                | 1994年6月20日 |
| 37   | 囚われのグラフィー / カーラ、騎士になる              | Good Neighbor Gummi / Girl's Knight Out                       | 1988年12月3日                 | 1994年6月21日 |
| 38   | 空飛ぶガミー・ベアー                                 | Top Gum                                                       | 1988年12月10日                | 1994年6月22日 |
| 39   | 潜水艦ガマリン号                                     | Gummies At Sea                                                | 1988年12月17日                | 1994年6月23日 |
| 40   | 魔法の薬で大変身! / 巨人を起こさないで               | A Gummi a Day Keeps the Doctor Away / Let Sleeping Giants Lie | 1989年9月9日                  | 1994年6月24日 |
| 41   | まぼろしの都へGO!                                    | The Road to Ursalia                                           | 1989年9月16日                 | 1994年6月27日 |
| 42   | ガミーのオンボロ橋 / パーティをつぶせ!               | Bridge on the River Gummi / Life of the Party                 | 1989年9月23日 1989年9月30日   | 1994年6月28日 |
| 43   | キャンディこわい / ルールって何?                     | My Kingdom for a Pie / The World According to Gusto           | 1989年10月7日 1989年10月21日  | 1994年6月29日 |
| 44   | オーグになったケビン                                 | Ogre for a Day                                                | 1989年11月4日                 | 1994年6月30日 |
| 45   | わがままなプリンセス / 石になったザミー              | Princess Problems / A Gummi is a Gummi's Best Friend          | 1989年11月11日 1989年11月18日 | 1994年7月1日  |
| 46   | 財宝を探して                                         | Beg, Burrow, and Steal                                        | 1989年12月9日                 | 1994年7月4日  |
| 47   | 友達同盟                                             | Return to Ursalia                                             | 1989年12月16日                | 1994年7月5日  |
| 48   | 腐っても騎士                                         | Tuxford's Turnaround                                          | 1990年9月18日                 | 1994年7月6日  |
| 49   | 巨大グモを倒せ!                                      | Thornberry to the Rescue                                      | 1990年10月19日                | 1994年7月7日  |
| 50   | 魔法のよろい                                         | Toadie the Conqueror                                          | 1990年9月19日                 | 1994年7月8日  |
| 51   | 負けるな! ガミー・ベアー                             | A Gummi's Work is Never Done                                  | 1990年9月10日                 | 1994年7月11日 |
| 52   | 眠りの森のザミー / グラミー危機一髪                  | Zummi in Slumberland / A Recipe for Trouble                   | 1990年9月25日 1990年11月6日   | 1994年7月12日 |
| 53   | 宝物のキルト                                         | Patchwork Gummi                                               | 1990年9月26日                 | 1994年7月13日 |
| 54   | 女王様はつらいよ                                     | Queen of the Carpies                                          | 1990年11月15日                | 1994年7月14日 |
| 55   | 大人になりたい                                       | Rocking Chair Bear                                            | 1991年2月18日                 | 1994年7月15日 |
| 56   | 冒険に出かけよう                                     | Once More, the Crimson Avenger                                | 1990年11月5日                 | 1994年7月18日 |
| 57   | NOと言えないタミー / 恐怖のカーニバル                | Friar Tum / Never Give a Gummi an Even Break                  | 1990年9月12日 1990年1月6日    | 1994年7月19日 |
| 58   | グリッティの正体                                     | True Gritty                                                   | 1990年11月19日                | 1994年7月20日 |
| 59   | 本物はどっち?                                        | Trading Faces                                                 | 1991年2月19日                 | 1994年7月21日 |
| 60   | ホレ薬で大騒ぎ                                       | Tummi Trouble                                                 | 1991年2月14日                 | 1994年7月22日 |
| 61   | 春を告げる鳥                                         | Wings Over Dunwyn                                             | 1991年2月21日                 | 1994年7月25日 |
| 62   | プリンセス対プリンセス                               | May the Best Princess Win                                     | 1991年2月20日                 | 1994年7月26日 |
| 63   | 勇気のしるし                                         | The Rite Stuff                                                | 1991年2月22日                 | 1994年7月27日 |
| 64   | のっとられた王国・パート1                            | King Igthorn: Part I                                          | 1990年11月27日                | 1994年7月28日 |
| 65   | のっとられた王国・パート2                            | King Igthorn: Part II                                         | 1990年11月28日                | 1994年7月29日 |

| テレビ朝日系列 木曜19時台後半枠 【当番組まで朝日放送制作枠】 | テレビ朝日系列 木曜19時台後半枠 【当番組まで朝日放送制作枠】 | テレビ朝日系列 木曜19時台後半枠 【当番組まで朝日放送制作枠】                              |
| 前番組                                                       | 番組名                                                       | 次番組                                                                                    |
| ------------------------------------------------------------ | ------------------------------------------------------------ | ----------------------------------------------------------------------------------------- |
| 文珍なぞなぞランド                                           | ディズニー劇場 ガミー・ベアの冒険                            | 青春名作アニメ ↓ ニュースシャトルANN （月～金の19:20 - 20:00）以上 ここからテレビ朝日制作 |